# Киселёв, Яков Павлович
Яков Павлович Киселёв (1919 — 1999) — советский хозяйственный, государственный и политический деятель.

## Биография
Родился в 1919 году в посёлке Денисовка. Член КПСС с 1940 года.
С 1935 года — на хозяйственной, общественной и политической работе. В 1935—1987 гг. — счетовод, инспектор Акбулакского райфинотдела, заведующий отделом, секретарь Орджоникидзевского райкома комсомола, замполит роты 747-го стрелкового полка 172-й стрелковой дивизии МВО, оперуполномоченный, старший оперуполномоченный в 3-м отделе УКР МГБ по Московскому военному округу, участник Великой Отечественной войны, во 2-м отделе 2-го Главного управления КГБ СССР, начальник 2-го отдела КГБ при СМ Эстонской ССР, начальник 2-го Управления КГБ при СМ Казахской ССР, заместитель председателя КГБ при СМ Эстонской ССР, начальник 4-го отдела Инспекторского управления КГБ СССР, председатель КГБ при СМ Туркменской ССР, начальник Пресс-бюро КГБ СССР.
Избирался депутатом Верховного Совета СССР 9-го созыва.
Умер в 1999 году.